# Batalla de Custoza
La batalla de Custoza va tenir lloc el dia 24 de juny de 1866 a la província austríaca de Venècia, a les proximitats de la ciutat de Verona. La guerra es desenvolupà en el marc de la Guerra austroprussiana i la Tercera guerra de la independència italiana.

## Antecedents

Batalles de la Tercera guerra de la independència italiana (marcades en vermell)

El juny de 1866 el Regne de Prússia va declarar la guerra a l'Imperi Austríac i el recentment format Regne d'Itàlia va decidir aprofitar l'oportunitat i es va aliar amb Prússia, declarant la guerra el 20 de juny amb la intenció d'annexionar el Veneto i el Trentino que encara formaven Regne Llombardovènet satèl·lit de l'Imperi Austríac, unint així la península italiana. Els italians ràpidament van construir una força militar que va ser dues vegades la mida de la defensa austríaca de Venècia.
La quarta setmana de maig, Víctor Manuel II d'Itàlia va dividir el seu exèrcit en dos cossos de la mateixa mida, un comandat per Enrico Cialdini, que des de Bolonya havia de creuar el Po i traslladar-se a la regió del Trentino, i la del general Alfonso Ferrero della Marmora que havia de creuar el Mincio entre Peschiera i Màntua i envair el Veneto.
L'exèrcit d'invasió del Vènet comandat per della Marmora estava compost pel primer cos d'exèrcit, del general Giacomo Durando, amb les divisions primera, segona, tercera i cinquena, el tercer cos d'exèrcit, del general Cucciari, amb quatre divisions, la quarta, sisena, desena i dinovena, de les que dues divisions no van travessar el riu per quedar-se a vigilar Màntua, i les altres dues no van creuar fins al dia 24 i no poder va participar en la batalla, i el tercer cos d'exèrcit, del general Enrico Morozzo Della Rocca, amb les divisions setena, vuitena, novena i setzena. L'objectiu era aïllar la fortalesa de Peschiera del Garda de les de Verona, Legnago i Màntua i aguantar la resposta dels austríacs d'Albert d'Àustria, que comandava en absència de Ludwig Ritter von Benedek, que havia anat al front del nord a lluitar contra els prussians, les tropes austríaques des de Verona. Enrico Cialdini havia de creuar el Po entre Pàdua i Ravigo per reunir-se amb la Marmora i avançar pel Vènet.
Les forces austríaques componien el cinquè cos, comandat pel general Gabriel Freiherr von Rodich, amb les brigades Moering i Piret, el setè cos, del general Joseph Freiherr von Maroicic i les brigades Scudier, Töply i Welsersheimb, el novè cos d'Ernst Ritter von Hartung i les brigades Böck, Kirchsberg i Weckbecker, la divisió de reserva del general Friedrich Rupprecht que comptava amb dues febles brigades, i la divisió de cavalleria de Ludwig Freiherr von Pulz.

## Batalla
Albert d'Àustria havia enviat exploradors de cavalleria per seguir els moviments italians, en saber que un dels dos exèrcits creuava els rius, i conscient de la seva inferioritat numèrica va decidir marxar cap a l'oest de Verona, per col·locar-se darrere dels italians per tal de tallar la comunicació entre els dos contingents, atacant-los per separat per la rereguarda. La maniobra envolvent austríaca va fracassar i els expèrcits es van trobar el 24 de juny de 1866, resultant en una lluita confusa i ferotge.
La majoria de les forces austríaques s'havien situat estratègicament als turons i els prats que dominen Custozza al nord, des d'on atacaven la infanteria italiana que els intentava prendre la posició. El general Alfonso Ferrero della Marmora va considerar que la majoria dels austríacs estava al sud i va reservar molta tropa, que no va intervenir fins massa tard. Els austríacs van rebutjar amb èxit els massius desordenats atacs italians, i van aconseguir dominar els turons, aconseguint una excel·lent posició per atacar la resta de la força italiana amb artilleria d'ànima ratllada que va superar als canons italians d'ànima llisa, i finalment una càrrega improvisada dels ulans austríacs, que tot i patir grans baixes, va afeblir la infanteria italiana, forçant la seva retirada.
Els italians van tenir 8.147 baixes, dels quals 720 morts, 3.112 ferits i 4.315 presoners, i els austríacs 5.650, dels quals 960 morts, 3.690 ferits i 1.000 presoners.

## Conseqüències
Amb els millors generals i millor tropa, els austríacs van obtenir una victòria decisiva, tant estratègica com tàctica i els italians van ser obligats a creuar de nou el Mincio, però per infligir una completa derrota, les forces d'Albert d'Àustria es podien haver dirigit al sud-oest per prendre els ponts sobre el Mincio, que els italians no havien fortificat, atrapant les restes de l'exèrcit italià a la riba oriental del riu i hauria permès envair el Regne d'Itàlia, però Albert va tornar a Verona, ja que estava preocupat per una possible resposta francesa a la invasió de la Llombardia, tot i que l'emperador va aconsellar-lo fer cas omís de tota consideració política.
Tot i aquesta victòria i una derrota naval dels italians a la batalla naval de Vis, els austríacs es va rendir als prussians un mes més tard i es van veure obligats a cedir Venècia com a compensació de guerra.